# Masters of War
And your death'll come soon

I will follow your casket

In the pale afternoon

And I'll watch while you're lowered

Down to your deathbed

And I'll stand over your grave

'Til I'm sure that you're dead.»
e che la vostra morte giunga presto

seguirò la vostra bara

in un pallido pomeriggio

e guarderò mentre vi calano

giù nella fossa

e starò sulla vostra tomba

finché non sarò sicuro che siate morti.»
(Masters of War, Bob Dylan)
Masters of War è un brano musicale scritto da Bob Dylan contenuto nell'album The Freewheelin' Bob Dylan del 1963. Si tratta di una riscrittura, con un nuovo testo, dell'antica canzone folk tradizionale Nottamun Town nell'arrangiamento della folksinger Jean Ritchie.

## Il brano
Bob Dylan in questa canzone sventola la bandiera del pacifismo. Si tratta di una delle più dure e ferme condanne del militarismo e dell'industria bellica mai messa in musica. A differenza della celeberrima Blowin' in the Wind, che è ricca di metafore e di simbolismi, qui Bob Dylan rivolge un'esplicita protesta contro "I signori della guerra" per i quali lui non esita ad esprimere l'odio che nutre nei loro confronti; dice appunto: «And I hope that you die» ("spero che moriate") e «And your death'll come soon» ("e che la vostra morte sopraggiunga presto"). Ritiene che per costoro non ci possa essere perdono: «All the money you made will never buy back your soul» ("tutti i soldi che avete guadagnato non vi basteranno per ricomprarvi l'anima") e «Even Jesus would never Forgive what you do» ("anche Gesù non potrebbe mai perdonare ciò che fate"). Questa canzone divenne un inno dei pacifisti che protestavano per il conflitto in Vietnam. Lo stesso Bob Dylan fu sorpreso dalla rabbia che espresse in questa canzone. Disse a questo proposito: «La collera è una sorta di catarsi, un modo per ottenere un sollievo temporaneo da una sensazione pesante di impotenza che affligge molti che non riescono a capire una civiltà che (...) definisce tale atto [la guerra, NdR] un'azione di pace».

### Composizione
Come già fatto in occasione di molte altre delle sue prime canzoni, Dylan adattò una melodia di un antico brano tradizionale anglosassone, Nottamun Town, per la composizione di Masters of War riscrivendo il testo ex-novo. Tuttavia, l'arrangiamento "preso in prestito" da Bob era opera della cantante folk Jean Ritchie. All'insaputa di Dylan, essendo stata la canzone presente nella famiglia della Ritchie da intere generazioni, ella pretese di ricevere i diritti di copyright per l'utilizzo del suo arrangiamento. Per risolvere la questione, gli avvocati di Dylan pagarono alla Ritchie la somma di 5,000 dollari a titolo di risarcimento definitivo.

### Registrazione, ed esecuzioni
Inizialmente Dylan incise Masters of War nel gennaio 1963 per la rivista Broadside, che ne pubblicò il testo e lo spartito musicale nel numero di febbraio. La canzone venne inoltre registrata nella cantina del Gerde's Folk City in febbraio e per l'editore musicale di Dylan, M. Witmark & Sons, in marzo. La versione demo di Witmark venne inclusa nell'album The Bootleg Series Vol. 9 - The Witmark Demos: 1962-1964 nell'ottobre 2010. La versione presente in Freewheelin', registrata il 24 aprile 1963 per la Columbia Records, apparve anche nella raccolta greatest hits Masterpieces e nel cofanetto Biograph (1985). Una versione dal vivo, elettrica, registrata al Wembley Stadium di Londra nel 1984, è stata inclusa nell'album Real Live relativo al tour europeo (1985).
Durante il 1963, Dylan eseguì la canzone nel corso di tre concerti importanti: il 12 aprile alla Town Hall di New York, il 10 maggio al Brandeis Folk Festival, e il 26 ottobre alla Carnegie Hall. Bob suonò il brano anche durante un'esibizione pomeridiana svoltasi nel corso della sua prima apparizione al Newport Folk Festival il 27 luglio 1963. La performance alla Carnegie Hall è stata inclusa nel disco The Bootleg Series Vol. 7: No Direction Home: The Soundtrack (agosto 2005), mentre la versione "Brandeis" nell'album In Concert: Brandeis University 1963 (ottobre 2010). Dopo il '63, Dylan non suonò più versioni acustiche di Masters of War per oltre trent'anni, sino al concerto di Hiroshima in Giappone del 1994.

## Cover
- (?) Bill Frisell • Further East/Further West
- (?) Eire Og •  Live at Tullys
- 1963 Judy Collins• Judy Collins #3 (senza il verso finale ritenuto troppo "crudo": «And I hope that you die».)
- 1964 The Staple Singers • This Little Light (Riverside)
- 1965 Odetta •  Odetta Sings Dylan (senza il verso finale ritenuto troppo "crudo": «And I hope that you die».)
- 1966 José Feliciano • A Bag Full of Soul (RCA)
- 1967 Barry McGuire (singolo)
- 1969 Cher • Backstage
- 1970 Leon Russell • Leon Russell (bonus track)
- 1983 Martin Simpson • Grinning in your Face
- 1984 Roger Taylor dei Queen •  Strange Frontier
- 1984 The Flying Pickets • Lost Boys
- 1990 Mark Arm • Freewheelin' Mark Arm (singolo, Sub Pop)
- 1992 Eddie Vedder & Mike McCready • The 30th Anniversary Concert Celebration
- 1996 Tim O'Brien • Red On Blonde
- 1999 Broadside Electric • With Teeth
- 2003 Pearl Jam • Live at Benaroya Hall
- 2004 D.O.A. • Live Free or Die
- 2004 Iskra • omonimo LP
- 2007 Mountain con Ozzy Osbourne • Masters of War
- 2008 RPWL • The Rpwl Experience
- 2011 Arsonists Get All the Girls • Songs For The Resistance (Homefront soundtrack)
- 2013 Lee Abramson • The Antarctic Wars
- 2013 Ed Sheeran • ONE Presents agit8, Vol.2
- 2013 John Wheeler • Un-American Gothic
- 2013 The RoJ LiGht • album Justice for Believers
- 2014 Barb Jungr • album Hard Rain: The Songs of Bob Dylan & Leonard Cohen